# Прейскурант
Прейскурант (лат. preis — ціна і фр. courant — поточний) — систематичний збірник, довідник цін і тарифів на різні види, групи товарів і послуг. Встановлюється переважно без зазначення терміну дії. Прейскурант використовується у разі продажу товарів через комерційну і державну торговельну мережі, кооперативну торгівлю, у розрахунках постачальників із торговельними організаціями та населенням. У прейскурантах зазначено: назву виробу чи послуги за стандартом або технічними умовами, одиницю вимірювання, шифр, ціну тощо. Прейскуранти використовують у будівництві, при складанні кошторисів на виробництві будівлі, житлові будинки, об'єкти культурно-побутового призначення, що споруджуються за типовими проектами. За прейскурантами здійснюються розрахунки між замовниками й підрядниками. У разі високої інфляції використовують різноманітні коефіцієнти перерахунку, оскільки складання прейскурантів є трудомістким.